# PPN形式
PPN形式は、一般相対性理論を太陽系などの弱い重力場で検証するために考案された近似展開の手法で、一般相対性理論のアインシュタイン方程式だけではなく、他の重力理論の可能性も含めた計量の表現である。
「PPN形式」は、パラメトライズド・ポスト・ニュートニアン形式 (parametrized post‐Newtonian formalism) の略。

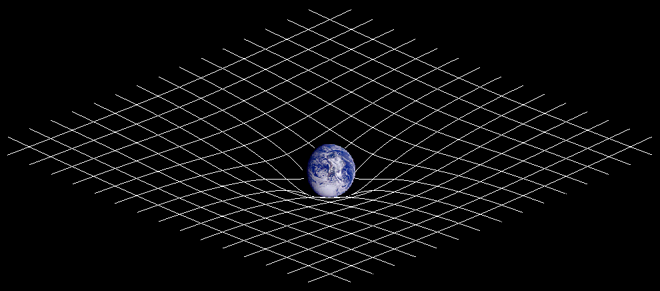

PPN形式はアインシュタインの等価原理を満たす重力理論に対して適用されるもので、光速は一定であると仮定している。また、計量は対称である、とも仮定しているので、非対称な計量を用いる重力理論には適用されない。PPN形式を一般相対性理論でのパラメータで表現するならば、ポスト・ニュートン展開に一致する。

## 歴史
初期のPPN形式の適用はアーサー・エディントン (Eddington) の1922年の仕事に見られるが、これは孤立した球対称な天体の周りの真空の重力場に限定された形式であった。ノルドベッド (Nordtvedt) は、これを7つのパラメータを持つ形式に拡張（1968年、1969年）、さらにウィル (Will) 、ニー (Ni) 、ミスナー (Misner) らが10個のパラメータを持つ形式に拡張した（1971年 - 1973年）。